# Стрейгнард, Наталья
Наталья Мартинес Стрейгнард Негри (исп. Natalia Martínez Streignard Negri) — венесуэльская актриса, известная своей работой в популярных телесериалах.

## Биография
Родилась в Мадриде, Испания. Её мать аргентинка, а отец — немец. Когда ей было 3 года, все семейство эмигрировало в Венесуэлу, где она и выросла. У Стрейгнард есть двое братьев, Фернандо и Хавьер, и две сестры, Вирхиния и Диана.
Перед тем как стать актрисой, Стрейгнард победила в конкурсе красоты, Мисс Венесуэла. В 1992 году началась её актёрская карьера.
Наиболее известные сериалы с её участием «Моя прекрасная толстушка» («Mi Gorda Bella»,2002), «Шторм» («La Tormenta»,RTI, Telemundo, 2005—2006) и Клятва («El Juramento»,Telemundo, 2008). Также Наталья Стрейгнард записала несколько сольных музыкальных альбомов.

## Личная жизнь
В 1998 Стрейгнард познакомилась с кубинцем Марио Симарро во время съёмок сериала «Избранница». Их роман закончился свадьбой 10-го октября 1999 года. В 2006 Стрейгнард и Симарро объявили о разводе.
Затем в 2008 она встретила Донато Каландриелло, итальянского бизнесмена. Свадьба состоялась 27 сентября 2008. 13 января 2011 появился на свет их первенец — Жак, 16 июня 2014 Стрейгнард родила дочку, которую назвали Джия. 9 января 2017 года Наталья родила сына Джанни .

## Фильмография
| Год       |   | Русское название              | Оригинальное название | Роль |
| --------- | - | ----------------------------- | --------------------- | --- |
| 1993      | с | Частичка небес / Кусочек неба | Pedacito de cielo     | Ангелина |
| 1995      | с | Милый враг                    | Dulce enemiga         | Мария Лаура Андуеса / María Laura Andueza                                                                    |
| 1996      | с | Искушение                     | Sol de tentación      | Сол Ромеро / Sol Romero                                                                                      |
| 1998      | с | Избранница                    | La Mujer de Mi Vida   | Барбара Руис / Barbarita «Barbarita» Ruíz                                                                    |
| 2000      | с | Моя судьба — это ты           | Mi destino eres tú    | София Девеса Лейва / Sofía Devesa Leyva                                                                      |
| 2000      | с | Соледад                       | Soledad               | Дебора Гутьерес                                                                                              |
| 2001      | с | Моя ненаглядная девочка       | La Niña de mis ojos   | Изабель Диас Антони / Isabel Díaz Antoni                                                                     |
| 2002      | с | Моя прекрасная толстушка      | Mi gorda bella        | Валентина Виянуева Ланс/Беля де ла Роса / Valentina Villanueva Lanz de Villanueva / Bella de la Rosa Montiel |
| 2004—2005 | с | Анита, не сдавайся!           | ¡Anita, no te rajes!  | Ариана Дупонт Аристисабал / Ariana Dupont Aristizábal de Contreras                                           |
| 2005—2006 | с | Шторм                         | La Tormenta           | Мария Тереса Монтилья / María Teresa Montilla                                                                |
| 2008      | с | Клятва                        | El Juramento          | Андрея Роблес Конде де Ландерос / Andrea Robles Conde                                                        |
| 2011      | с | Грачи                         | Grachi                | Урсула / Ursula                                                                                              |
| 2012      | с | Как прекрасна любовь          | Qué bonito amor       | Иоланда |